# Vodacom Cup 2009
La Vodacom Cup de 2009 fue la decimosegunda edición del torneo para selecciones provinciales de Sudáfrica.
El torneo se disputó en el primer semestre en paralelo al Súper Rugby, mientras que la Currie Cup se disputó en el segundo semestre.
El campeón fue el equipo de Griquas quienes obtuvieron su cuarto campeonato.

## Sistema de disputa
El torneo se disputó en zonas que se distribuyeron por cercanía geográfica, los cuatro mejores equipos de cada zona clasificaron a los cuartos de final.

## Clasificación

### Sección Norte
| Pos. | Equipo       | Encuentros | Encuentros | Encuentros | Encuentros | Tantos | Tantos | Tantos | PB | PB | Puntos |
| Pos. | Equipo       | PJ         | PG         | PE         | PP         | F      | C      | Dif    | BO | BD | Puntos |
| ---- | ------------ | ---------- | ---------- | ---------- | ---------- | ------ | ------ | ------ | -- | -- | ------ |
| 1.º  | Blue Bulls   | 6          | 5          | 1          | 0          | 180    | 117    | +63    | 2  | 0  | 24     |
| 2.º  | Griquas      | 6          | 5          | 0          | 1          | 255    | 153    | +102   | 3  | 0  | 23     |
| 3.º  | Leopards XV  | 6          | 4          | 1          | 1          | 155    | 76     | +79    | 2  | 1  | 21     |
| 4.º  | Golden Lions | 6          | 2          | 0          | 4          | 196    | 162    | +34    | 3  | 3  | 14     |
| 5.º  | Pumas        | 6          | 2          | 0          | 4          | 154    | 154    | 0      | 2  | 2  | 12     |
| 6.º  | Griffons     | 6          | 1          | 0          | 5          | 149    | 286    | -137   | 3  | 1  | 8      |
| 7.º  | Falcons      | 6          | 1          | 0          | 5          | 111    | 252    | -141   | 2  | 1  | 7      |

### Sección Sur
| Pos. | Equipo              | Encuentros | Encuentros | Encuentros | Encuentros | Tantos | Tantos | Tantos | PB | PB | Puntos |
| Pos. | Equipo              | PJ         | PG         | PE         | PP         | F      | C      | Dif    | BO | BD | Puntos |
| ---- | ------------------- | ---------- | ---------- | ---------- | ---------- | ------ | ------ | ------ | -- | -- | ------ |
| 1.º  | Natal Sharks        | 6          | 6          | 0          | 0          | 213    | 80     | +133   | 3  | 0  | 27     |
| 2.º  | SWD Eagles          | 6          | 5          | 0          | 1          | 161    | 119    | +42    | 2  | 1  | 23     |
| 3.º  | Free State Cheetahs | 6          | 4          | 0          | 2          | 209    | 147    | +62    | 3  | 2  | 21     |
| 4.º  | Western Province    | 6          | 3          | 0          | 3          | 175    | 122    | +53    | 2  | 1  | 15     |
| 5.º  | Border Bulldogs     | 6          | 2          | 0          | 4          | 115    | 157    | -42    | 1  | 1  | 10     |
| 6.º  | Boland Cavaliers    | 6          | 1          | 0          | 5          | 122    | 173    | -51    | 2  | 2  | 8      |
| 7.º  | Mighty Elephants    | 6          | 0          | 0          | 6          | 82     | 279    | -197   | 0  | 0  | 0      |

|  | Cuartos de final. |

### Cuartos de final
| 24 de abril | Natal Sharks | 20 - 7 | Golden Lions | ABSA Stadium, Durban |  |

| 25 de abril | Blue Bulls | 36 - 16 | Western Province | Loftus Versfeld, Pretoria |  |

| 25 de abril | Griquas | 30 - 25 | Free State Cheetahs | GWK Park, Kimberley |  |

| 25 de abril | SWD Eagles | 16 - 32 | Leopards | Outeniqua Park, George |  |

### Semifinales
| 2 de mayo | Natal Sharks | 25 - 36 | Griquas | ABSA Stadium, Durban |  |

| 2 de mayo | Blue Bulls | 45 - 34 | Leopards | Loftus Versfeld, Pretoria |  |

### Final
| 9 de mayo | Blue Bulls | 19 - 28 | Griquas | Loftus Versfeld, Pretoria |  |

| Bandera de Sudáfrica |
| Campeón Griquas      |
| Cuarto título        |